# Jürgen Klingbeil
Jürgen Klingbeil (* 2. April 1947 in Heilbronn) ist ein ehemaliger deutscher Politiker (CDU).

## Leben
Nach dem Abitur im Jahr 1965 nahm Klingbeil ein ingenieurtechnisches Studium an der Technischen Universität Dresden auf, das er 1970 als Diplom-Ingenieur abschloss. Anschließend arbeitete er als Gruppenleiter Forschung/Entwicklung im Möbelkombinat Berlin und von 1971 bis 1979 als Prüfingenieur und Arbeitsgebietsleiter im Amt für Standardisierung, Meßwesen und Warenprüfung.
Im Jahr 1969 trat Klingbeil in die CDU der DDR ein. Von 1977 bis 1988 war er Vorsitzender des CDU-Kreisverbandes Berlin-Prenzlauer Berg. In diesem Stadtbezirk war von 1979 bis 1988 auch stellvertretender Bürgermeister.
Anfang 1989 wurde Klingbeil als Nachfolger von Harald Naumann zum stellvertretender Minister für Handel und Versorgung ernannt. Dieses Amt behielt er auch in der Regierung Modrow. Im Mai 1990 wurde er in der Regierung de Maizière Staatssekretär im Ministerium für Regionale und Kommunale Angelegenheiten. Nach der Wiedervereinigung leitete Klingbeil vom 3. Oktober bis Ende des Jahres 1990 die Gemeinschaftsstelle der Länder für Landes- und Kommunalfragen.